# Терса (Волгоградська область)
Терса (рос. Терса) — село у Єланському районі Волгоградської області Російської Федерації.
Населення становить 1348  осіб. Входить до складу муніципального утворення Терсинське сільське поселення.

## Історія
Село розташоване у межах українського історичного та культурного регіону Жовтий Клин.
Згідно із законом від 24 грудня 2004 року № 980-ОД органом місцевого самоврядування є Терсинське сільське поселення.

## Населення
| 2010 | 2012  | 2013  | 2014  | 2015  | 2016  | 2017  |
| ---- | ----- | ----- | ----- | ----- | ----- | ----- |
| 1540 | ↘1519 | ↘1468 | ↘1415 | ↘1392 | ↘1375 | ↘1348 |